# Holcoglossum
Holcoglossum es un género de orquídeas epifitas originarias de Assam hasta Taiwán. Contiene 15 especies.

## La polinización
En lugar de depender de los insectos o incluso el viento para la polinización, los científicos han descubierto que la orquídea Holcoglossum amesianum en realidad se fertiliza a sí misma. La orquídea desafía la gravedad para girar la parte masculina de la flor en la forma necesaria para fertilizar la femenina.
La planta, lo hace sin la ayuda de fluidos pegajosos u otros métodos utilizados por la auto-polinización de las plantas para asegurar que el polen alcanza el ovario. Crece en los troncos de árboles en China en Yunnan y florece durante los meses secos y sin viento desde febrero a abril.
La orquídea no produce olor o néctar. En cambio, el polen de las anteras se descubre y gira a una posición adecuada para insertarse en la cavidad del estigma, donde ocurre la fertilización. Esta relación sexual es tan exclusiva que las flores ni siquiera transfieren el polen a otras flores de la misma planta.

## Taxonomía
El género fue descrito por Rudolf Schlechter y publicado en Repertorium Specierum Novarum Regni Vegetabilis, Beihefte 4: 285. 1919.

## Especies
- Holcoglossum amesianum (Rchb.f.) Christenson, Notes Roy. Bot. Gard. Edinburgh 44: 255 (1987).
- Holcoglossum auriculatum Z.J.Liu, S.C.Chen & X.H.Jin, J. Wuhan Bot. Res. 23: 154 (2005).
- Holcoglossum flavescens (Schltr.) Z.H.Tsi, Acta Phytotax. Sin. 20: 441 (1982).
- Holcoglossum kimballianum (Rchb.f.) Garay, Bot. Mus. Leafl. 23: 182 (1972).
- Holcoglossum lingulatum (Aver.) Aver., Consp. Sosud. Rast. Fl. V'etnama 1: 110 (1990).
- Holcoglossum nujiangense X.H.Jin & S.C.Chen, Nordic J. Bot. 25: 127 (2007 publ. 2008).
- Holcoglossum omeiense X.H.Jin & S.C.Chen, Syst. Gen. Holcoglossum: 88 (2003).
- Holcoglossum quasipinifolium (Hayata) Schltr., Repert. Spec. Nov. Regni Veg. Beih. 4: 285 (1919) - especie tipo
- Holcoglossum rupestre (Hand.-Mazz.) Garay, Bot. Mus. Leafl. 23: 182 (1972).
- Holcoglossum sinicum Christenson, Notes Roy. Bot. Gard. Edinburgh 44: 255 (1987).
- Holcoglossum subulifolium (Rchb.f.) Christenson, Notes Roy. Bot. Gard. Edinburgh 44: 255 (1987).
- Holcoglossum tangii Christenson, Lindleyana 13: 131 (1998).
- Holcoglossum tsii T.Yukawa, Ann. Tsukuba Bot. Gard. 19: 1 (2000).
- Holcoglossum wangii Christenson, Lindleyana 13: 123 (1998).
- Holcoglossum weixiense X.H.Jin & S.C.Chen, Syst. Gen. Holcoglossum: 94 (2003).

## Híbridos
Híbridos de Holcoglossum
- xHolcocentrum (Holcoglossum x Ascocentrum)
- xHolcenda (Holcoglossum x Ascocentrum x Vanda)
- xHolcosia (Holcoglossum x Luisia)
- xHolcanthera (Holcoglossum x Renanthera)
- xHolcodirea (Holcoglossum x Sedirea)
- xHolcopsis (Holcoglossum x Vandopsis)
- xMendelara (Holcoglossum x Ascocentrum x Neofinetia x Rhynchostylis x Vanda)
- xVandoglossum (Holcoglossum x Vanda)